# Boule contre les mini-requins
Boule contre les mini-requins est la première histoire de Boule et Bill de Maurice Rosy et Jean Roba. Elle est publiée pour la première fois dans le journal Spirou no 1132 du 24 décembre 1959, sous forme de mini-récit. 

## Synopsis
Boule et ses copains ont pris l'habitude de se retrouver autour du bassin d'un parc pour y faire naviguer des bateaux miniatures. Ils ne savent pas que leur présence et leurs jeux contrarient fortement un étrange petit homme hargneux qui va user de méthodes fort peu courtoises autant qu'ahurissantes pour les inciter à déguerpir...

## Personnages
- Boule, le jeune maître de Bill.
- Bill, le cocker roux.
- Pouf, copain de Boule
- P'tit Louis, copain de Boule.
- Papa de Boule.
- Professeur Léon Tiboutchik.
- Agent de police.

## Historique
Le 24 décembre 1959, sous la plume de Maurice Rosy et le pinceau de Jean Roba, deux nouveaux venus appelés à connaître une longue postérité s'installent dans les pages du Journal de Spirou : Boule et Bill. Le petit garçon et son fidèle cocker font alors leurs premiers pas dans le mini-récit Boule contre les mini-requins.

En 1999, Boule contre les mini-requins est édité dans l'album  Tel Boule, tel Bill.

## Publication

### Revues
- Journal Spirou n° 1132, 24 décembre 1959.

### Albums
- Boule contre les mini-requins par Roba ; scénario Rosy. Marcinelle : Dupuis, coll. "Trésors des mini-récits" n° 1, 04/1985, 58 p.
- Boule contre les mini-requins par Roba ; scénario Rosy. Marcinelle : Dupuis, 04/2014, 58 p.  (ISBN 978-2-8001-6186-0)
- Tel Boule, tel Bill par Roba ; scénario Rosy. Dupuis  (ISBN 979-1-0347-4324-7)

### Documentation
- Jean Léturgie, « Boule et Bill contre les mini-requins », Schtroumpfanzine, no 27,‎ février 1979, p. 25.